# Джон Гарґіс
Джон Гарґіс (англ. John Hargis, 3 липня 1975) — американський плавець.
Олімпійський чемпіон 1996 року.